# Den farlige Haand
Den farlige Haand er en dansk stumfilm fra 1915 med manuskript af Carl Hinding. Filmen er en efterfølger til Dr. Nicholson og den blaa Diamant fra 1913, begge med Holger Reenberg i rollen som dr. Nicholson.

## Handling
Denne artikel mangler et handlingsreferat. Hjælp os med at skrive det.

## Medvirkende
- Edith Buemann Psilander - Alice, ung rig enke
- Eurica Bertonotti - Miss Kean, Alices selskabsdame
- Holger Reenberg - Dr. Nicholson
- Olivia Klingspor - Toto, Nicholsons medhjælper
- Birger von Cotta-Schønberg - Dick, Nicholsons medhjælper
- Gustav Helios - Frank, løjtnant af garden
- Viggo Wiehe - Raffel, detektiv